# Радмила Божић
Радмила Рада Божић (Бадњевац, 1924 — Крагујевац, 1948) је била матуранткиња гимназије у Крагујевцу, припадница Црних шамија Равногорског покрета и кћерка проте Андре Божића.

## Биографија
Радмила Божић је рођена 1924. године у баточинском селу Бадњевац, као кћерка сеоског пароха Андре Божића, старешине Црква Светих апостола Петра и Павла у Бадњевцу. Њен отац је био један од организатора Равногорског покрета у Шумадији, заједно са поручником Драганом Сотировићем и капетаном Александром Милошевићем, а стрељан је 21. октобра 1941. године у Крагујевачком масакру. У то време, била је матуранткиња гимназије.
Након масакра, жене у околини Крагујевца су се зближиле и помагале, услед трагедије мушких чланова породица. Радмила Божић је тада била један од организатора Црних шамија, женске равногорске организације која је обављала позадинске послове за потребе Југословенске војске у Отаџбини. Током рата се прочула по ватреним говорима које је држала у Шумадији.
После рата је наставила да пружа отпор новим комунистичким властима, услед чега је за њом неколико пута покретана потера. Ухапшена је 1948. године од агената УДБЕ и убијена у Крагујевцу или Београду. Према неким сведочењима, лично ју је убио Слободан Пенезић Крцун. У затвору је записала стихове:
Стрељај, мучи, чини шта хоћеш

 не жали младост, не жалим је ни ја

Србина никад уништити нећеш

 његова ће круна вечито да сија.